# Personaggi di Alla ricerca del tempo perduto
Questa è una lista dei personaggi di Alla ricerca del tempo perduto, opera fondamentale di letteratura francese dello scrittore del primo '900 Marcel Proust, descritti nelle loro caratteristiche essenziali. I personaggi reali sono menzionati con le loro date di nascita e di morte.

## A
- Adolphe, zio: fratello del nonno del narratore, Amédée. Il suo cameriere è il padre di Morel.
- Agrigento, principe di (detto Grigri): frequenta l'alloggio di Odette ed è in relazione con Swann. Erede della corona d'Aragona, la sua famiglia possedeva un castello tra Martinville e Guermantes; fa al narratore una cattiva impressione, durante una cena indetta dai Guermantes, dato il suo chiaro intento di nascondere la propria ignoranza nei confronti di Gustave Flaubert.
- Aimé: maggiordomo del "Grand Hôtel de Balbec" in All'ombra delle fanciulle in fiore, poi occupato in un ristorante parigino ne I Guermantes. Informa il narratore sulla doppia vita che svolge Albertine; rivela anche notizie su Saint-Loup ne La fuggitiva.

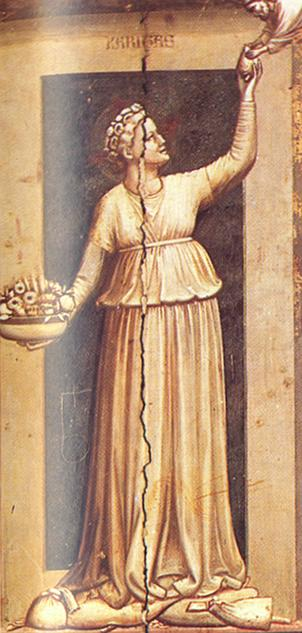
Carità di Giotto (Cappella degli Scrovegni, Padova)

- Aiuto cuoca, a Combray: Françoise è particolarmente crudele con lei; secondo Swann, raffigura la Carità di Giotto.
- A.J.: vedi Moreau.
- Albaret, Celeste (sorella di Marie Gineste): cameriera al Grand Hotel. Il narratore fa la sua conoscenza e ne diventa amico in Sodoma e Gomorra, per il dispiacere di Françoise. Proust qui utilizza il nome reale della propria cameriera Céleste Albaret, la quale ha avuto un ruolo con l'autore simile a quello svolto da Françoise col narratore.
- Albert, duca di Guastalla: vedi Guastalla.
- Albertine Simonet, una delle "fanciulle in fiore" incontrate a Balbec, di cui il narratore si innamora. Nipote di monsieur e madame Bontemps, di estrazione borghese, spigliata e sportiva, incline a un linguaggio gergale, Albertine mostra i limiti della sua educazione ai quali, però, unisce un gusto raffinato per la pittura e l'abbigliamento. Sulla sua figura aleggiano tratti misteriosi che alimentano i dubbi del narratore su una sua inclinazione omosessuale.
- Albon, signor di: appare in Il tempo ritrovato, nel circolo di Guermantes e sorride a un commento della duchessa.
- Alix, la Marquise du Quai Malaquais, una delle "tre parche" al ricevimento di madame de Villeparisis che frequenta solo per rubarle gli ospiti.
- Ambasciatrice turca: appare ne I Guermantes e in Sodoma e Gomorra; notata dal narratore per la sua malvagità e sadismo.
- Ambresac, Daisy: una delle giovani sorelle Ambresac, Saint-Loup nega di esserle fidanzato.
- Ambresac, signora di: madre di Daisy e dell'altra signorina Ambresac (senza nome). Assiste alla rappresentazione della Fedra di Jean Racine data da Berma.
- Ambresac, signorina di: correlata a madame de Villeparisis. I suoi genitori posseggono una villetta nei pressi di Balbec in All'ombra delle fanciulle in fiore.
- Amédée: il nonno del narratore.
- Amico di Bloch: fa i complimenti a Rachele assieme a Bloch stesso ne Il tempo ritrovato.
- Amoncourt Timoléon, signora di: offre alla duchessa di Guermantes dei manoscritti di Ibsen durante una serata, amica di Gabriele D'Annunzio, maligna e bella, non piace al duca, appare in Sodoma e Gomorra.
- Andrée: la più grande del piccolo gruppo di fanciulle in fiore a Balbec, nonché la più apprezzata dal narratore dopo Albertine; questi affermerà di essere innamorato di lei per cercar di far ingelosire Albertine. Sposerà Octave e diventerà la migliore amica di Gilberte ne Il tempo ritrovato.
- Antoine: cameriere dei Guermantes. Arrogante e anti-dreyfusardo, Françoise ne chiama la moglie "Antoinesse".
- Archivista: vedi Vallenères.
- Argencourt, conte e poi marchese di: incaricato del governo belga a Parigi, parla di Maeterlinck alla duchessa durante un ricevimento in I Guermantes, anti-dreyfusardo e insolente verso Bloch; dopo questa serata il narratore lo incontra in rue Charlus, quindi alla matinée della principessa de Guermantes in Il tempo ritrovato, dove gli sembra invecchiato e pieno di rughe.
- Argencourt, vedova e contessa di: nata Seineport, madre del precedente.
- Arpajon, viscontessa o contessa di: ingenua amante del conte di Guermantes. Denigrata dalla duchessa di Guermantes; in Sodoma e Gomorra partecipa a una festa data dai Guermantes, dove si mostra gelosa della duchessa di Surgis che pare preferirne l'amante.
- Auberjon, duchessa Gisèle di: raccomandata da madame de Villeparisis alla duchessa di Guermantes per farsi aiutare durante un tè pomeridiano.
- Aumale, Henri d'Orléans, duca di (1822-1897): generale e storico, quarto figlio di Luigi Filippo di Francia.
- Autista: vedi Chauffeur.
- Avvocato di Parigi: accompagna madame Cambremer e la sua figliastra a Balbec in Sodoma e Gomorra. Amante dell'arte, preferisce Sidaner a Elstir.
- Ayen, duchessa Jane di: del giro dei Guermantes, riceve Châtellerault.

## B
- Babal: vedi Bréauté-Consalvi.
- Balleroy, Albert de Balleroy (1828-1872): defunto proprietario del castello di Balleroy, amante di quadri con scene di caccia.
- Balleroy, madame: prozia di una nipote della duchessa di Guermantes.
- Banchiere (vecchio): una delle fanciulle in fiore, Andrée, farà un salto sulla sua testa a Balbec.
- Basin: vedi Guermantes, Basin, duca di.
- Bathilde: nonna del narratore.
- Bâtonnier di Cherbourg: in vacanza a Balbec; offre con orgoglio una cena presso i Cambremer; durante il secondo soggiorno a Balbec, in Sodoma e Gomorra, il narratore verrà a sapere della sua morte. Un bâtonnier è una specie di presidente di un ordine, per esempio di avvocati, che dirige con un bastone.
- Baveno, marchese di: commenta un gioco di parole della duchessa di Guermantes ne I Guermantes.
- Beaucerfeuil, generale di: scopre i commenti di Swann sui giudei al ricevimento di Guermantes (vedi Monserfeuil, i due nomi sono stati usati per lo stesso generale).
- Beausergent, signora di: sorella di madame de Villeparisis; la nonna del narratore ne apprezza le Memorie immaginarie, scritte alla maniera di Madame de Sévigné; Swann parla di lei nel pastiche del Diario di Edmond e Jules de Goncourt.
- Beausergent, marchese di: biondo con gli occhi azzurri, è il fratello di madame d'Argencourt e nipote di madame de Beausergent che per lui ha scritto le proprie memorie; apparirà nel palco di Madame de Cambremer durante la rappresentazione della Fedra con Berma ne I Guermantes; quindi come un vecchio colonnello durante la matinée dei Guermantes in Il tempo ritrovato, l'arteriosclerosi lo avrà trasformato.
- Beautrellis, generale di: anti-dreyfusardardo alla cena dei Guermantes.
- Bellery, signora di: zia della duchessa di Guermantes in La prigioniera.
- Bellœuvre, Gilbert di: giovane giocatore di golf, affascinante ma stupido, che frequentava Balbec; il narratore se ne ricorderà ne La fuggitiva.

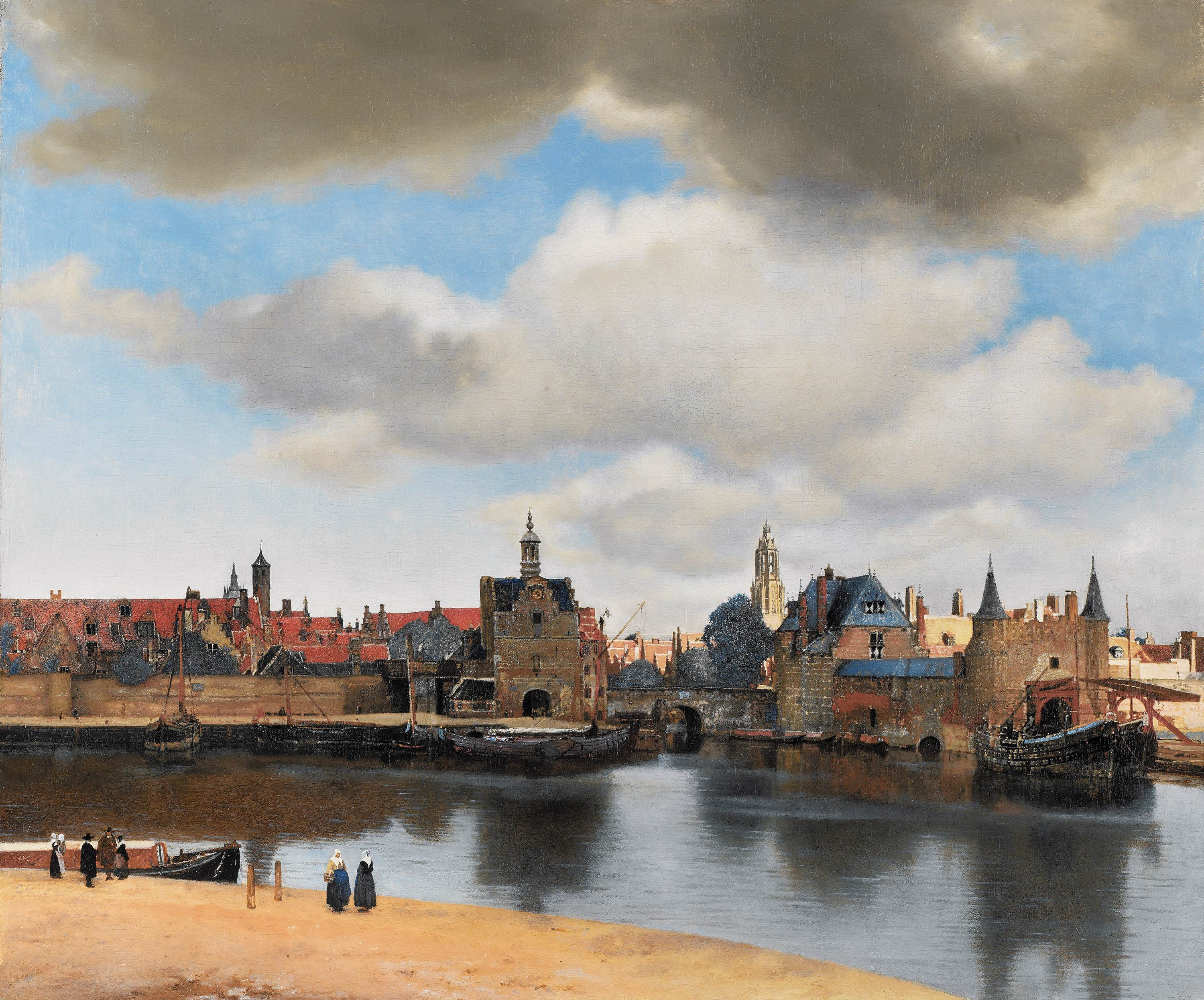
Veduta di Delft di Johannes Vermeer (Mauritshuis di L'Aia)

- Bergotte: scrittore riconosciuto e stimato dal narratore (qualche critico vi ha visto un ritratto di Anatole France o di Paul Bourget). Incarna la scrittura, come Vinteuil la musica ed Elstir la pittura. Il narratore ne sente parlare per la prima volta da Bloch in Dalla parte di Swann, quindi resta intrigato dall'amicizia dello scrittore con Gilberte; in All'ombra delle fanciulle in fiore, Norpois ne critica la vita privata e il talento stesso; la sua barbetta e il suo naso a spirale sorprenderanno il narratore quando lo incontra da Swann; in I Guermantes, Bergotte frequenta il salotto della duchessa di Guermantes che l'apprezza; benché molto malato va spesso a trovare il narratore durante la malattia della nonna; soffre d'insonnia e di incubi; a un certo punto si chiuderà in casa e disprezzerà il mondo all'esterno, mentre le sue opere cominceranno a piacere meno; ne La prigioniera, in una delle pagine più note di Proust, si racconta la sua morte, quando nonostante una crisi di uremia, si alza dal letto per andare a vedere la Veduta di Delft di Jan Vermeer, che ammira e, guardando una "piccola ala di muro giallo", cade morto.
- Berma: famosa attrice ammirata da Bergotte; il narratore assiste a una sua rappresentazione della Fedra dopo averne sentito parlare da Swann; Norpois ne tesse lodi; di nuovo si parla di lei dai Guermantes, quindi il narratore capisce il suo talento non è che "una finestra su un capolavoro"; ne Il tempo ritrovato, vecchia e preda di una malattia mortale, torna a recitare Phèdre per aiutare economicamente la figlia, ma un solo spettatore si recherà alla matinée teatrale, o piuttosto al suo "funerale" che si è preferito disertare per andare dalla principessa di Guermantes.
- Berma, figlia di: ne Il tempo ritrovato, attrice tragica rivale di sua madre, preferirà andare al ricevimento Guermantes con il marito, piuttosto che assistere alla recita che la madre le ha voluto dedicare.
- Berma, genero di: marito della precedente, personaggio in Il tempo ritrovato.
- Bernard, Nissim: prozio di Bloch, uno dei personaggi ebrei più caratteristici della Recherche; malgrado il suo prestigio, il nipote lo ridicolizza; in Sodoma e Gomorra ha una relazione con un giovane lacchè del Grand Hôtel; ne La prigioniera presta cinquemila franchi a Morel per intercessione di Bloch.
- Bernier: valletto di Charlus ne I Guermantes.
- Berthe: amica-fidanzata di Albertine.
- Bibi: amico del principe di Foix che si fidanza con Daysi Ambresac.
- Biche, Mâitre (maestro): soprannome dato a Elstir dal piccolo clan di All'ombra delle fanciulle in fiore.
- Bisnonno del narratore: evocato da madame de Verdurin in relazione alla sua avidità.
- Blandais, signor: notaio di Le Mans in villeggaitura a Balbec.
- Blandais, signora: partecipa a un cenacolo di borghesi di Balbec e infastidisce il bâtonnier di Cherbourg per l'attenzione che lei presta a fatti e gesti dei festaioli in All'ombra delle fanciulle in fiore; il narratore parla di lei a Doncières.

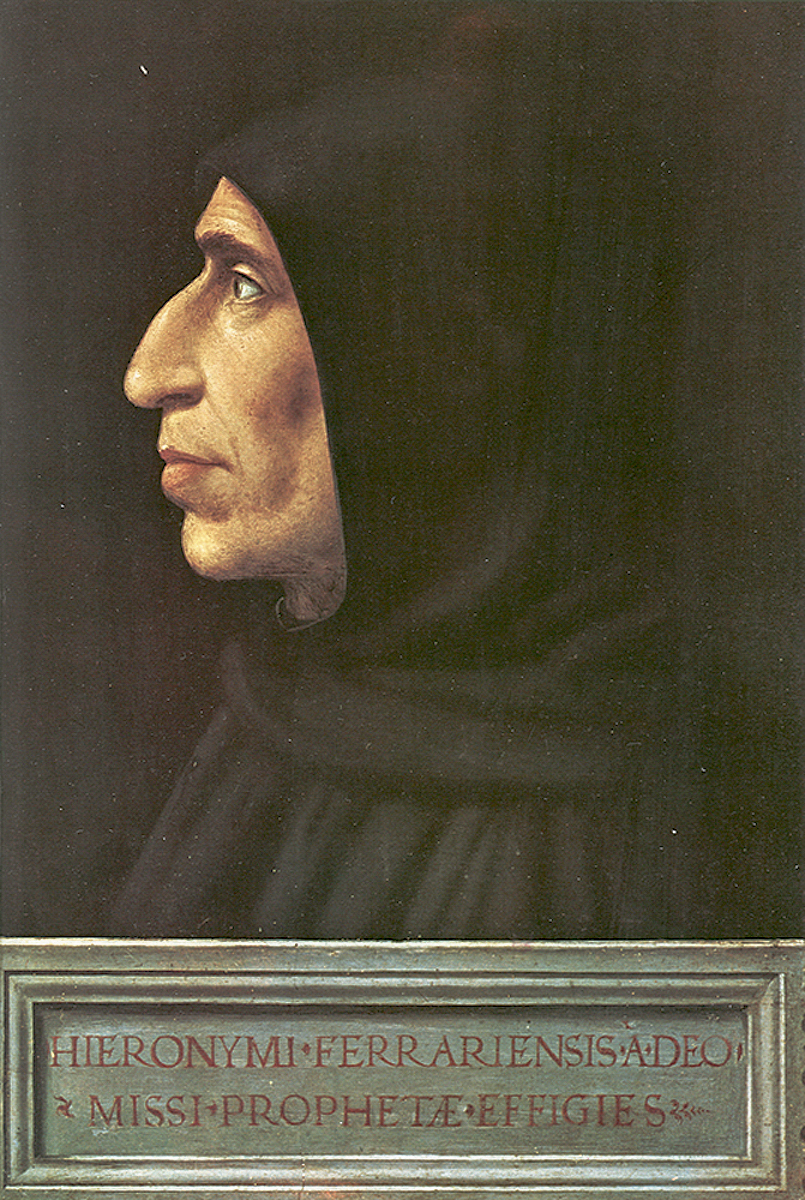
Girolamo Savonarola dipinto da Fra Bartolomeo (Museo nazionale di San Marco di Firenze)

- Blatin, signora: legge il "Journal des débats" agli Champs-Élysées in Dalla parte di Swann; sconvolge la madre del narratore nel dirle che è troppo bello per essere un ragazzo; Odette racconta di come ha offeso un singalese dicendogli "buongiorno, negro!", al che lui ha replicato "io, negro, ma tu, cammello!". Secondo il narratore somiglia al ritratto di Savonarola di Fra Bartolomeo.

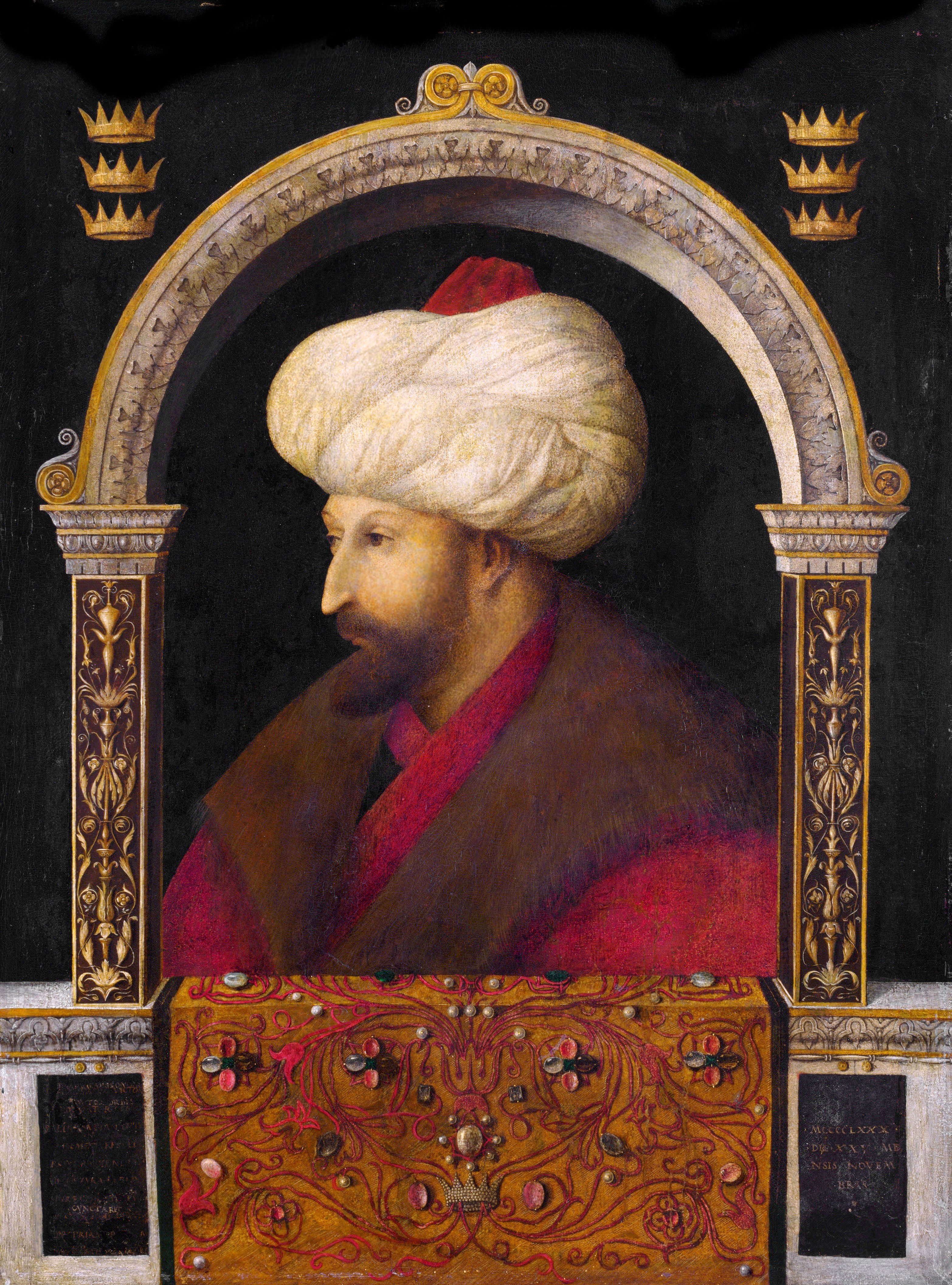
Ritratto del sultano Mehmet II di Gentile Bellini (Victoria and Albert Museum di Londra)

- Bloch, Albert: borghese parigino ebreo, compagno di scuola e amico del narratore; è lui che gli parla di Bergotte per la prima volta; Swann ne paragona le fattezze al ritratto di Maometto II di Gentile Bellini; ne I Guermantes, durante la presentazione alla marchesa di Villeparisis in un suo ricevimento, si mostra maldestro e scortese; fa considerazioni su Robert marchese di Saint-Loup davanti al narratore; sonda le opinioni di Norpois sull'affare Dreyfus senza preoccuparsi di conoscerne veramente le idee; più tardi, a Doncières, il narratore lo presenta a Charlus che lo trova interessante; in Sodoma e Gomorra fa firmare delle liste a favore di Georges Picquart (1854-1914), che difende l'innocenza di Dreyfus (1859-1935), a Swann e al principe di Guermantes; all'inizio de La prigioniera fa prestare cinquemila franchi a Morel dallo zio Nissim Bernard, cosa che attira l'odio di Morel stesso, diventato antisemita; nell'agosto del 1914 incontra il narratore e Saint-Loup mostrando loro la sua paura di partire per il fronte e diventando volgare; durante la guerra si afferma come prestigioso autore drammatico; ne Il tempo ritrovato il narratore ha difficoltà a riconoscerlo, durante la matinée dalla principessa di Guermantes: ora si fa chiamare Jacques du Rozier, porta un monocolo e adotta uno "chic" inglese.
- Bloch, Salomon: padre del precedente, racconta storielle stravaganti; conosce il narratore a Balbec e lo invita a cena con Saint-Loup; dà la sua opinione su Bergotte e si mostra avaro; alla sua morte il figlio ne farà un vero e proprio idolo; somiglia al duca d'Aumale.
- Bloch, cugina di: vedi Lévy Esther.
- Bloch, sorelle di: una delle quali dà scandalo al Grand Hôtel presentadosi ostentatamente in compagnia di una vecchia attrice.
- Bontemps, signor: zio di Albertine, uomo politico influente, diventerà capo del gabinetto del ministro dei lavori pubblici; appare soprattutto in Il tempo ritrovato.
- Bontemps, signora: moglie del precedente e zia di Albertine; fa visita a Odette Swann in All'ombra delle fanciulle in fiore; ne La prigioniera si mostra favorevole al progetto di matrimonio della nipote con il narratore e dà il permesso ad Albertine di abitare presso di lui, ma durante una visita allo stesso rivela alcuni dettagli della vita della nipote come prova del fatto che è una bugiarda e ne provoca la gelosia; Albertine fuggirà da lei e sempre da lei si recherà Saint-Loup per cercare di convincere Albertine a ritornare dal narratore; più tardi sarà lei ad annunciare a lui la morte della ragazza; durante la guerra il suo salotto e quello di madame Verdurin diventeranno tra i più importanti della società bene parigina, al punto che si penserà a lei come a una regina del Direttorio.
- Borange: droghiere, cartolaio e libraio di Combray.
- Borodino, principe di: il capitano della cavalleria di presidio a Doncières; sua madre era l'amante di Napoleone III (1808-1873). Come personaggio appariva già in Jean Santeuil.
- Bouillon, Cyrus, conte di: padre di madame de Villeparisis (appare ne I Guermantes come Florimond de Guise).
- Bouillon, contessa: madre di madame de Villeparisis.
- Bouillon, duca di: zio della duchessa di Guermantes e fratello di madame de Villeparisis; l'ultimo vero superstite della famiglia principesca di La Tour d'Auvergne.
- Boulbon, medico: ha in cura la nonna del narratore; si presenta come un ritratto di Tintoretto e provoca la gelosia di Cottard a Balbec.
- Bourbon, principessa di: moglie defunta di Charlus.
- Bréauté-Consalvi, marchese o conte di, di nome Hannibal: detto "Babal" dagli amici intimi; gran mondano che finge di detestare il mondo che frequenta, appare in Dalla parte di Swann a casa di madame de Saint-Euverte dove il narratore rimane colpito dal suo monocolo; durante la serata dalla duchessa di Guermantes ne I Guermantes, scambia il narratore per l'organista Widor, quindi per il nuovo incaricato della lega svizzera; passa per un grande erudito, dà consigli stupidi ma ascolta e parla di botanica con la duchessa; in Sodoma e Gomorra presenta il narratore al principe di Guermantes; diventa l'amante di Odette; molto tempo dopo la sua morte, Oriane, sua vecchia amica, lo tratterà da snob.
- Bréquiny, conte di: padre delle ragazze sui trampoli, madame de Plassac e madame de Tresmes.
- Breteuil, Quasimodo de: amico di Swann e della duchessa di Guermantes.
- Bretonnerie, madame de la: Signora di Combray al cui servizio aveva lavorato Eulaie.
- Brichot: pedante professore presso la Sorbona che parla molto. In Dalla parte di Swann, frequenta il salotto di Verdurin dove parla di etimologia, apprezzato dal padrone di casa, un po' meno dalla moglie, che lo separa da madame de Cambremer di cui lui è innamorato; le sue sofferenze lo renderanno quasi cieco e morfinomane; malgrado la sua amicizia con Charlus, sarà complice della sua messa al bando; scrive degli articoli di guerra nel 1914 per il giornale "Le Temps" che gli procureranno notorietà e il risentimento di madame Verdurin.
- Brissac, madame de: presente alla cena Guermantes.
- Burnier: uno dei valletti di Charlus.

## C
- Callot, "mère": ortaggio di Combray.
- Cambremer, marchesa Zélia de, vedova nobile e suocera della marchesa di Cambremer, da lei comparata a un angelo; ha una salivazione abbondante; buona pianista e ammiratrice di Chopin; usa la "regola dei tre aggettivi"; appare nella serata di madame de Saint-Euverte dove Swann e la principessa des Laumes si prendono gioco del suo nome; ha poche relazioni nel bel mondo di Faubourg Saint-Germain; non è apprezzata dalla duchessa di Guermantes; invita il narratore, che ne descrive la mimica che usa parlando d'arte, durante il secondo soggiorno a Balbec in Sodoma e Gomorra; ha numerosi figli, tra cui madame de Gaucourt che soffre d'asma come il narratore; benché assai anziana, vive ancora dopo la guerra.
- Cambremer, marchese di, detto "Cancan": gentiluomo normanno condannato a portare in giro un naso storto che lo rende brutto; sposato alla sorella di Legrandin; proprietario della villa "La Raspelière", che affitta a madame Verdurin, vicino a Balbec; le fa visita in Sodoma e Gomorra e ammira Cottard; molto interessatp all'asma del narratore, al quale fa l'elogio di un colonnello ebreo, per educazione e nonostante sia antisemita; più tardi si metterà contro i Verdurin; ne Il tempo ritrovato il narratore lo incontrerà ancora alla matinée Guermantes e constaterà il suo cambiamento per "l'aggiunta di enormi guance rosse a tasca"; il suo soprannome "Cancan" gli è stato dato da vecchi compagni d'armi perché trovavano troppo lungo pronunciare il suo nome.
- Cambremer, marchesa Renée-Élodie de: moglie del precedente e sorella di Legrandin de Méséglise; colta e intelligente, a differenza di sua suocera disprezza Chopin ma ammira Wagner e Debussy; anche lei è snob come il fratello e sogna di far parte del circolo dei Guermantes, ma purtroppo non ha relazioni con l'aristocrazia; in Sodoma e Gomorra facendo visita ai Verdurin che le affittano la proprietà di Féterne, critica tutto e finirà col metterseli contro; è stata folle per Swann e oggetto di desiderio di Brichot; ne Il tempo ritrovato, Saint-Loup la considera "idiota" a causa della sua presunzione e impertinenza; e quando la duchessa di Guermantes la cerca, si mostra indifferente.
- Cambremer, Léonor di: figlio della precedente, sposa la nipote di Jupien.
- Camille: domestica presso Swann.
- Camus: droghiere di Combray.
- Cancan: vedi Cambremer, marchese di.
- Caprarola, principessa di: frequenta il salotto Verdurin, e ne tiene uno a propria volta.
- Carità di Giotto: vedi aiuto-cuoca.
- Cartier: fratello di madame de Villefranche e intimo del duca de la Trémoïle; appare nella serata presso la duchessa di Guermantes.
- Céleste: vedi Albaret.
- Céline e Flora: sorelle della nonna del narratore.
- Chanlivault, signora di: sorella del "vecchio Chaussepierre"; zia del signor de Chaussepierre che espelle il duca di Guermantes dal Jockey Club. È la "vecchia madre Chanlivault".
- Charlus, barone Palamède de Guermantes, detto la nonna: non sposato, omosessuale, quando il narratore era bambino lo avvicina brevemente nel giardino di Swann a Combray in Dalla parte di Swann, ma il vero incontro tra i due avviene durante un soggiorno a Balbec in All'ombra delle fanciulle in fiore. È uno dei personaggi principali del romanzo: figura ricorrente, è presente dal primo all'ultimo libro. Invecchiando dimostra di preferire gli uomini adulti, dall'apparenza virile. Il narratore ne scopre l'omosessualità quando lo sorprende insieme all'ambiguo sarto Jupien nel negozio di quest'ultimo. Charlus è un uomo ipersensibile, molto colto, dotato di temperamento artistico e buon suonatore di pianoforte. Possiede diversi titoli nobiliari prestigiosi, ma ha deciso in ogni caso di portarne solo il più modesto, quello di barone, anche perché, risalendo alle crociate, è il più antico di tutti.
- Charmel: lacchè del barone di Charlus.
- Châtellerault, duca di: incontrato a casa della principessa di Guermantes, riconosciuto dall'ufficiale giudiziario al quale aveva dichiarato di non parlare francese pochi giorni prima; sposerà Gilberte. Con i suoi occhi azzurri è "molto Guermantes".
- Châtellerault, principe di: amico del principe di Foix; sperava di fidanzarsi con la signorina d'Ambresac.
- Chauffeur (autista): impiegato del narratore a Balbec, diviene complice di Morel.
- Chaussegros, marchese di: crede a torto di aver conosciuto il narratore in Scozia.
- Chaussepierre, signora di: nella serata presso la principessa di Guermantes, la duchessa si rifiuta di riconoscerla.
- Chaussepierre, signor di: umiliato dalla principessa di Guermantes, sarà comunque eletto presidente del Jockey-Club in sostituzione del duca di Guermantes.
- Chenouville, signor di: la giovane marchesa di Cambremer ne parla come "mio zio di Ch'nouville".
- Chevregny, signora di, cugina dei Cambremer.
- Chevregny, signor di: parente dei Cambremer.
- Chimay, signora Clara di: ha lasciato il marito, cucino di Charlus.
- Citri, marchesa di: incontrata dalla principessa di Guermantes.
- Cobourg, signora e signore di: benché aristocratici (del ducato di Sassonia-Coburgo-Gotha), sono chiamati "i miei piccoli Cobourg", dalla principessa di Guermantes.
- Cocchiere di madame Verdurin: vedi Howsler.
- Coiffeur a Doncières: parrucchiere che persuade il principe di Borodino a concedere un permesso a Saint-Loup.
- Coignet: uno dei valletti di Charlus.
- Cottard, medico: assai noto, ma non esercita più, tra gli amici più fedeli del circolo di madame Verdurin (in particolare in Dalla parte di Swann), non brilla però particolarmente in società. Diverse persone sono state ipotizzate come modelli per Proust: tra i quali Jules Cotard (1840-1889), neurologo e psichiatra che ha lavorato con il padre dello scrittore (anch'egli medico e insegnante alla facoltà di medicina), Eugène Doyen (1859-1916), chirurgo, con il quale Proust ha viaggiato, o il professor Samuel Pozzi (1846-1918), celebre medico soprannominato "Docteur Dieu" da Sarah Bernhardt.
- Cottard, signora Léontine: moglie del precedente.
- Courgivaux, signor di: il narratore lo scambia per suo figlio alla matinée dei Guermantes.
- Courvoisier, visconte Adalbert di: nipote della marchesa di Gallardon, omosessuale benché marito modello, frequenta il bordello di Jupien.
- Courvoisier: parenti e rivali dei Guermantes.
- Crécy, Pierre "Saylor" de Verjus, conte di: primo marito di Odette, aristocratico povero ma distinto, fine, appassionato di genealogia e buon cibo, il narratore ne diventa amico a Balbec.
- Crécy, signora di: vedi Odette.
- Criquetot, signor di: nella seconda estate a Balbec.
- Criquetot, contessa de, cugina dei Cambremer.
- Cugina: inizia il narratore alle "delizie dell'amore" sul divano della zia Léonie.
- Cugina di Bloch: vedi Lévy, Esther.
- Cugini di Françoise: vedi Larivière.
- Curato di Combray: fa visita alla zia Léonie; ha scritto un saggio di etimologia sui nomi locali della regione di Balbec.
- Cyprien: lavora al "Café du brouillard".

## D
- Daltier, Émilie, bella ragazza, buona giocatrice di golf, conoscenza di Albertine.
- Danzatrice: ammirata da Rachel con gran dispiacere di Saint-Loup.
- Dechambre: giovane pianista trattata con condiscendenza da madame Verdurin; suona la "sonata di Vinteuil" per Swann; muore nella seconda parte di Sodoma e Gomorra.
- Delage, Suzanne: Albertine e madame Bontemps la prendono per errore per un'amica d'infanzia del narratore.
- Deltour, generale: segretario del Presidente della Repubblica, avvicinato da Charlus quando cerca di far avere a Morel una decorazione.
- Dieulafoy, Paul Georges (1839-1911): medico celebre, chiamato al capezzale della nonna del narratore mentre lei sta morendo.
- Detaille: pittore celebre abitudinario nei ricevimenti della principessa di Guermantes.
- Ducret: uno dei lacchè di Charlus.
- Duras, duca di: evocato dal duca di Guermantes in relazione all'ammissione di Saint-Loup al Jockey Club; sposerà la vedova Verdurin e morirà due anni più tardi.
- Duras, duchessa di: alla serata musicale dei Verdurin, esaltata da Charlus poi disprezzata da madame Verdurin.
- Duroc, maggiore: insegnante di storia militare ammirato da Saint-Loup, dreyfusardo, radical-socialista e massone.

## E
- E., professor: medico distinto persuaso dal narratore a visitare la nonna dopo il colpo.
- Éclin, signora di: i cui capelli nascondono le orecchie ed è soprannominata "ventre affamato".
- Editore di Parigi: in visita alla villa La Raspelière; non considerato abbastanza intelligente dal clan.
- Égremont, viscontessa di: portavoce presso la principessa d'Épinay.
- Elstir: figura del pittore ideale secondo il narratore, come Vinteuil per la musica e Bergotte per la letteratura. È stato l'amante di Odette; frequenta il salotto dei Verdurin dove viene chiamato "Monsieur Biche". Il suo stile passa da temi mitologici (alla Gustave Moreau) alle figure tradizionali giapponesi, dalle nature morte ai paesaggi. Tra i suoi modelli sono stati identificati Whistler, di cui Elstir è una specie di anagramma, e Helleu.
- Elstir, Gabrielle: moglie del precedente; Albertine ne ammira il buon gusto nell'abbigliamento; personifica quella specie di pesante bellezza veneziana che Elstir ha cercato di catturare con la sua pittura.
- Entragues, signorina di: figlia del duca di Lussemburgo, che cerca di sposare Saint-Loup e il duca di Châtellerault.
- Épinay, Victurnienne, principessa di: ammiratrice delle arguzie della duchessa di Guermantes.
- Épinoy, principessa di: abbagliata dal salotto di Odette.
- Éporcheville, signorina di: il narratore lo considera per errore il nome della ragazza di buona famiglia che frequenta i bordelli, raccomandata da Saint-Loup.
- Esther: vedi Lévy Esther.
- Eudoxia, regina: moglie del re Theodosius.
- Eudoxie, granduchessa di: amica della principessa Sherbatoff.
- Eugène, signor: deputato del partito Action libérale, abitudinario del bordello di Jupien.
- Eulalie: vecchia domestica di Combray; confidente di zia Léonie e rivale di Françoise, molto pia.

## F
- Faffenheim-Munsterburg-Weinigen, principe von: primo ministro tedesco; cerca di convincere Norpois per l'elezione all'Istituto.
- Fanciulle in fiore: chiamate anche la "piccola banda" o le "ragazze di Balbec", sono in numero di sei la prima volta che il narratore le scopre in All'ombra delle fanciulle in fiore. Conosciamo il nome di quattro soltanto di loro:

1. Albertine: capelli bruni e folti, occhi verdi, blu o violetti, guance paffute, piccolo naso;
2. Andrée: la più grande; in Sodoma e Gomorra, ballerà in modo sensuale a stretto contatto con Albertine nel casino d'Incarville.
3. Gisèle: pallida;
4. Rosemonde: di piccola statura, con guance gonfie rosa;
5. Fanciulla in fiore senza nome I;
6. Fanciulla in fiore senza nome II.

- Farcy, signora di: sposa americana del conte di Farcy, una relazione strana dei Forcheville.
- Féré, signore e signora: amici dei Cambremer, che danno una cena in loro onore.
- Féterne, marchese di: chouan monarchico, sua figlia è cugina del duca di Guermantes.
- Fierbois, marchese di: deriso dal barone di Charlus, si sente offeso a morte con lui.
- Figlia di Françoise: vedi Marguerite.
- Fille: vedi ragazza.
- Filosofo norvegese: invitato dai Verdurin a La Raspelière (nella seconda parte di Sodoma e Gomorra); personaggio ispirato in parte ad Algot Ruhe (1867–1944), filosofo svedese, traduttore di Henri Bergson.
- Flora: sorella della nonna del narratore, vedi Céline e Flora.
- Foggi, principe Odo: parla di politica italiana con il marchese di Norpois a Venezia.
- Foix, principe di: un abitudinario del ristorante dove il narratore cena con Saint-Loup; ricco e molto in vista, appartiene a un gruppo di quattro amici inseparabili, tra i quali Saint-Loup, in parte modellato su Léon Radziwill (1880-1927).
- Foix, principe di: padre del precedente; abitudinario del bordello di Jupien, dove si rammarica della sua morte.
- Forcheville, conte poi barone di: introdotto presso i Verdurin da Odette; dopo la morte di Charles Swann sposerà Odette e adotterà Gilberte.
- Forcheville, signora di: vedi Odette.
- Forcheville, signorina di: vedi Gilberte.
- Forestelle, marchese di: amico di Swann.
- Forestier, Robert: compagno di giochi del narratore agli Champs-Élysées.
- Françoise: cuoca di zia Léonie a Combray, poi al servizio della famiglia del narratore, abilissima in cucina, è particolarmente crudele con l'aiuto cuoca; per il narratore è il simbolo della Francia eterna, quella della chiesa feudale di Saint-André-des-Champs.
- Françoise, cugini di: vedi Larivière.
- Françoise, figlia di: vedi Marguerite.
- Françoise, nipoti di: uno dei quali tenta di farsi esonerare dal servizio militare durante la guerra, un altro muore a Berry-au-Bac.
- Françoise, nipote di: una "macellaia".
- Françoise, genero di: vedi Julien.
- Franquetot, viscontessa di: cugina della marchesa vedova di Cambremer.
- Frécourt, marchese di: vicino della villa Guermantes.
- Froberville, generale di: in rapporto con Swann, il duca di Guermantes lo descrive come un "gagà", modellato in parte su Gaston de Galliffet (1830-1909), amico di Charles Haas (1833-1902), uomo di mondo a sua volta ispiratore di Swann.
- Froberville, colonnello di: nipote del precedente; auspica il fallimeto della festa in giradino della marchesa di Saint-Euverte e apprende con piacere che la duchessa di Guermantes non vi andrà.

## G
- G.: scrittore in visita a madame de Villeparisis, che considera come atto faticoso ma dovuto; spesso invitato anche dalla duchessa di Guermantes, che considera una donna di rara intelligenza.
- Gallardon, marchesa di, nata Courvoisier: parente dei Guermantes; zia del visconte Adalbert di Courvoisier.
- Gallardon, duchessa vedova nobile di: matrigna della principessa di Gallardon; confonde Aristotele con Aristofane, un vero "veleno".
- Galopin: pasticciere a Combray; Françoise riporta a zia Léonie che ha portato un cane da Lisieux.
- Gaucourt, signora di: sorella di monsieur de Cambremer; soffre d'asma.
- Genero di Françoise: vedi Julien.
- Giardiniere di Combray: allinea i sentieri del giardino in modo troppo simmetrico secondo la nonna del narratore.
- Giardiniere di La Raspelière: ringhia sotto il giogo dei Verdurin e dei sentimenti contrastanti verso la marchesa di Cambremer.
- Gibergue: amico di Saint-Loup a Doncières.
- Gilbert: vedi Guermantes, principe di.
- Gilberte, figlia di Swann e Odette; diventerà la signorina di Forcheville, poi la moglie di Saint-Loup.
- Gineste, Marie: sorella di Céleste Albaret; cameriera a Balbec, più veloce della sorella e un poco a suo modo poetessa.
- Giornalisti al teatro: Saint-Loup ne colpisce uno.
- Gisèle: membro della "piccola banda" delle fanciulle in fiore a Balbec; bianca come un uovo, come naso ha un becco di pulcino.
- Goupil, signora: a Combray, sorella di madame Sazerat, arriva sempre tardi alla messa.
- Governante (di Gilberte): porta una piuma blu sul suo cappello.
- Granduca Vladimir: presente alla serata dove madame d'Arpajon si rende ridicola, aumenta il suo malessere con una risata lunga e fragorosa. Si tratta di un personaggio reale: Vladimir Aleksandrovič Romanov (1847-1909), figlio di Alessandro II di Russia.
- Grigri: vedi Agrigento, principe di.
- Grouchy, signore di: arriva tardi alla cena dei Guermantes e offre alla duchessa una mezza dozzina di fagiani.
- Grouchy, signora di: moglie del precedente, figlia della viscontessa di Guermantes.
- Guastalla, duca di: figlio della principessa di Parma, cugino di Charlus; ha l'aria di un tapiro.
- Guastalla, Albert, duca di: figlio della principessa d'Iéna; Charlus prende in giro la sua presunta nobiltà.
- Guermantes, Basin, duca di: principe di Laumes prima di ereditare il titolo di duca alla morte del padre, fratello di Charlus e della contessa di Marsantes; assomiglia a Zeus e fuma il sigaro.
- Guermantes, Oriane, duchessa di: moglie del precedente e sua cugina, già principessa di Laumes, è bionda e ha occhi azzurri. È l'incarnazione dello "spirito Guermantes".
- Guermantes, Gilbert, principe di: cugino del duca di Guermantes, ossessionato dal rango e dalla nascita; si persuade dell'innocenza di Dreyfus.
- Guermantes, principessa Marie de, nata duchessa in Baviera, chiamata anche Marie-Gilbert o Marie-Hedwige: moglie del precedente, sorella del duca di Baviera; molto bella, ha sviluppato una passione non corrisposta per Charlus. Ispirata in parte a Dorothée de Talleyrand-Périgord (1862-1948).
- Guermantes, Palamède de: vedi Charlus.
- Guermantes, barone di: amico del duca di Châtellerault; frequenta il salotto di madame de Villeparisis.
- Guermantes-Brassac, signorina di: nipote della principessa di Guermantes; le dicerie sostengono che sia fidanzata a Saint-Loup.

## H
- Herweck, signore di: musicista bavarese dai capelli lunghi, presentato al duca di Guermantes dalla moglie Oriane.
- Heudicourt, Zénaïde di: cugina della duchessa di Guermantes; parsimoniosa, domanda al cuoco di non preparare il pollo quando apprende che il duca e la duchessa non verranno alla cena che ha previsto con il signor di Bréauté.
- Hirsch, barone: invitato presso il duca di Guermantes.
- Howsler (anziano): capo dei cocchieri dei Verdurin; malinconico, vittima della macchinazione di Morel e dell'autista.
- Howsler (cadetto) : fratello del precedente; impiegato come valletto presso i Verdurin.
- Hunolstein, signora di: soprannominata Petite (piccola), in ragione della sua sagoma enorme.

## I
- Iéna, principe e principessa di: amici del duca di Guermantes, ma non della duchessa che disprezza il loro gusto per il mobilio decorato con le api (simbolo napoleonico).
- Imbert, signora de Combray: zia Léonie domanda a Françoise di cercare dove questa signora ha comprato i suoi asparagi.
- Israels, sir Rufus: ricchissimo finanziere ebreo, sposato alla zia di Swann, proprietario di una casa affiancata a un parco di André Le Nôtre (1613-1700) appartenuto alla famiglia di Charlus.
- Israels, Lady: sposa del precedente, zia di Swann; molto ricca, odia Odette.

## J
- Julien: genero di Françoise, lei lo detesta.
- Julot: uno degli uomini che il narratore ascolta al bordello di Jupien.
- Julot (detto grosso) : altro abitudinario del bordello di Jupien, partito per il fronte, da dove non si hanno più notizie su di lui.
- Jupien: sarto (o "giletier", cioè sarto di panciotti) il cui negozio è nell'Hôtel dei Guermantes; diventa "segretario" di Charlus, poi organizza e dirige per proprio conto un bordello per omosessuali; ne Il tempo ritrovato si occupa maternamente di Charlus, divenuto vecchio.
- Jupien, Marie-Antoinette: nipote del precedente (anche se la nonna del narratore, e lo stesso Proust, l'hanno definita a volte come sua figlia), sartina, innamorata di Morel.

## L
- Lacchè: vedi Valletto.
- Lambresac, duchesse de: presso la principessa di Guermantes, il suo sorriso segna il narratore per la sua stupidità.
- La Rochefoucauld, duca di: nonno paterno di Saint-Loup.
- La Rochefoucauld, duchessa di: grande amica di madame de Bouillon.
- Larivière: cognome di ricchi cugini di Françoise; la sola "gente vera" che esiste in "questo libro".
- La Trémoïlle, Charles: aristocratico che frequenta assiduamente Swann e rende gelosa madame Verdurin.
- Lau d'Allemans, marchese di: amico intimo di Swann prima del matrimonio; la duchessa di Guermantes parla della sua deconcentrazione davanti al Principe di Galles.
- Laumes, principe e principessa di: vedi Guermantes, duca e duchessa di.
- Léa, signorina: attrice; vive con la cugina di Bloch, Esther Lévy; scrive una lettera a Morel dove lo riconosce come "uno dei nostri"; si può supporre che abbia avuto avventure saffiche con Albertine.
- Leblois de Charlus, conte: confuso con il barone Charlus in alcuni circoli artistici.
- Legrandin: ingegnere e uomo di lettere, fratello di madame di Cambremer, con baffi e snob.
- Legrandin, René-Élodie: sorella di Legrandin; ha sposato il marchese di Cambremer.
- Léon, Principe di: cognato di Saint-Loup e nipote della duchessa di Guermantes, ha la forma della testa degli antichi galli; viene considerato un "englische" dai suoi paesani.
- Léonie, zia (madame Octave): costretta a letto fin dalla morte del marito; il narratore regala una parte del suo mobilio al gestore di un bordello.
- Leroi, madame Blanche: una snob figlia di commercianti di legname; dice dell'amore che "lo fa spesso ma non ne parla mai", parole celebri di Laure Baignères (1840-1918), celebre nella società parigina del XIX secolo per il suo salotto (conosciuta da Proust, potrebbe aver ispirato anche altri tratti di altri personaggi).
- Leroy-Beaulieu, Anatole (1842-1912): economista e membro dell'Académie des sciences morales et politiques; consiglia al padre del narratore di presentarsi alle elezioni dell'Istituto.
- Létourville, duchessa di: incontra il narratore e Charlus, ormai vecchio, sugli Champs-Élysées; resta sorpresa dall'apparenza di quest'ultimo.
- Létourville: giovane, parente della precedente, considera il narratore come un vecchio gentiluomo.
- Lévy, Esther: cugina di Bloch; vive con Léa; lei e la sorella di Bloch attirano l'attenzione di Albertine al Casino di Balbec.
- Lift del Grand Hotel (operatore dell'ascensore): a Balbec, intermediario con Albertine; dimentica di chiudere le porte, ha dei curiosi manierismi verbali.
- Loiseau, signora: possiede una sartoria dietro la chiesa a Combray; i suoi fiori fuchsia hanno la magnifica abitudine di spargersi in tutte le direzioni.
- Longpont, signora Barbe di: attrazione principale in uno dei mercoledì di madame Verdurin a La Raspelière.
- Loredan: soprannome di un cocchiere di Swann; vedi Rémi.
- Lussemburgo, granduca di: precedentemente conte di Nassau, nipote della principessa di Lussemburgo; scrive al narratore durante la malattia di sua nonna; ha sposato la figlia piccola di un produttore di farina.
- Lussemburgo, principessa di: presentata alla nonna del narratore da madame de Villeparisis, grande, rossa di capelli e dalla voce da usignolo.

## M
- Madre (del narratore): assomiglia sempre di più alla propria stessa madre (nonna del narratore).
- Mama: vedi Osmond, Amanien, marchese di.
- Maman : vedi Madre.
- Manchester, Consuelo, duchessa di (1858–1909), nata María Consuelo Iznaga y Clement; moglie di George Montagu, VIII duca di Manchester: porta con sé la duchessa di Guermantes a fare acquisti a Londra.
- Mangin: maestro d'armi di Saint-Loup.
- Marcel: nome possibile del narratore. Così viene chiamato per due volte ne La prigioniera (una volta da sé e una da Albertine). Al contrario, in un'altra occasione, sempre ne La prigioniera il narratore indica espressamente che attribuire il nome Marcel, che è quello dell'autore, non è che una supposizione. Vedi narratore.
- Marie-Aymard: vedi Marsantes, contessa di.
- Marie-Gilbert o Marie-Hedwige: vedi Guermantes, principessa Marie di.
- Marguerite: figlia di Françoise; adotta il dialetto parigino per nascondere le origini e parla di Combray con disprezzo.
- Marsantes, conte o marchese di: padre di Saint-Loup; presidente del Jockey Club per dieci anni; ucciso durante la guerra del 1870; repubblicano e liberale, ma meno di suo figlio.
- Marsantes, contessa Marie-Aymard di: vedova del precedente, madre di Saint-Loup e sorella del duca di Guermantes e di Charlus.
- Matilde, principessa (1820-1904): figlia di Girolamo Bonaparte, il narratore la incontra con gli Swann al Bois de Boulogne.
- Maurice: uno dei gigolò al bordello di Jupien.
- Méline, Jules (1838-1925): presidente del consiglio durante l'affare Dreyfus; amico del padre del narratore.
- Mémé: soprannome di Charlus.
- Moine: cognato della nonna del narratore; osserva il narratore durante la veglia funebre di sua nonna.
- Molé, contessa: misteriosamente non amata da Charlus, lei però lo difende contro i Verdurin durante la guerra.
- Monserfeuil, generale di: la duchessa di Guermantes si rifiuta di parlargli a nome di Saint-Loup (vedi Beauserfeuil), è una bestia che non sa nemmeno riconoscere dei veri rubini.
- Monteriender, contessa di: presso madame di Sainte-Euverte, esprime un pensiero assurdo a proposito della sonata di Vinteuil.
- Montmorency-Luxembourg, duchessa di: ama molto la duchessa de Guermantes, che invece non la ricambia.
- Montpeyroux, contessa di: sorella della viscontessa di Vélude; soprannominata "Petite" (piccola) perché è enorme.
- Moreau, A. J.: amico e collega del padre del narratore.
- Morel, Charles: violinista, figlio del valletto di zio Adolphe; primo premio al conservatorio, violento e pedofilo; Charlus ne è innamorato.
- Morienval, barone di: al teatro dell'opera non sostiene il paragone con la principessa né con la duchessa di Guermantes.
- Mortemart, duchessa di: si intrattiene in conversazione con Charlus presso i Verdurin.
- Musicista (famoso), amico degli Ski, invitato a La Raspelière.

## N
- Napoli, Marie-Sophie-Amélie, regina di: Maria Sofia di Baviera (1841-1925), figlia di Massimiliano Giuseppe in Baviera, moglie sposa del re Francesco II delle Due Sicilie, e sorella dell'imperatrice Elisabetta di Baviera, detta "Sissi", torna a cercare il proprio ventaglio dai Verdurin e prende Charlus sotto protezione. Ha combattuto durante l'assedio della piazzaforte di Gaeta.
- Narratore: da non confondere con l'autore anche se raramente e in modo ambiguo viene chiamato Marcel (notoriamente in una lettera che gli manda Albertine in La prigioniera. Per quanto sia il personaggio centrale non vengono dati dettagli del suo aspetto fisico.
- Nassau, conte di: vedi Lussemburgo, granduca di.
- Nassau, principessa di: vecchia cortigiana; stesso personaggio della principessa d'Orvilliers.
- Nièvre, principessa di: cugina di madame di Guermantes; vedrebbe bene Gilberte con suo figlio.
- Nipoti di Françoise: uno dei quali tenta di farsi esentare dal servizio militare e l'altro rimane ucciso in guerra a Berry-au-Bac.
- Noailles, Anna di: moglie di un cugino di Saint-Loup, poetessa di stile orientale.
- Noémie, signorina: assistente alla "casa del piacere" di Maineville; aiuta Charlus e Jupien a spiare Morel.
- Nonno del narratore: grande amico del padre di Swann, vedi Amédée.
- Nonna del narratore o signora Amédée: vedi Bathilde.
- Norpois, marchese di: ex-ambasciatore; amante di madame di Villeparisis, è l'immagine del conte Mosca, personaggio de La Certosa di Parma di Stendhal.
- Norpois, barone e baronessa di: nipoti del marchese, sempre vestiti di nero, molto devoti.
- Notario di Mans. vedi Blandais, signor.

## O
- Octave: giovane dandy a Balbec, figlio di un industriale, tisico, dissipatore e giocatore d'azzardo, soprannominato "nel cavolo".
- Octave, signora: vedi Léonie, zia.
- Octave, zio: marito di zia Léonie; già deceduto quando il narratore passa le vacanze a Combray.

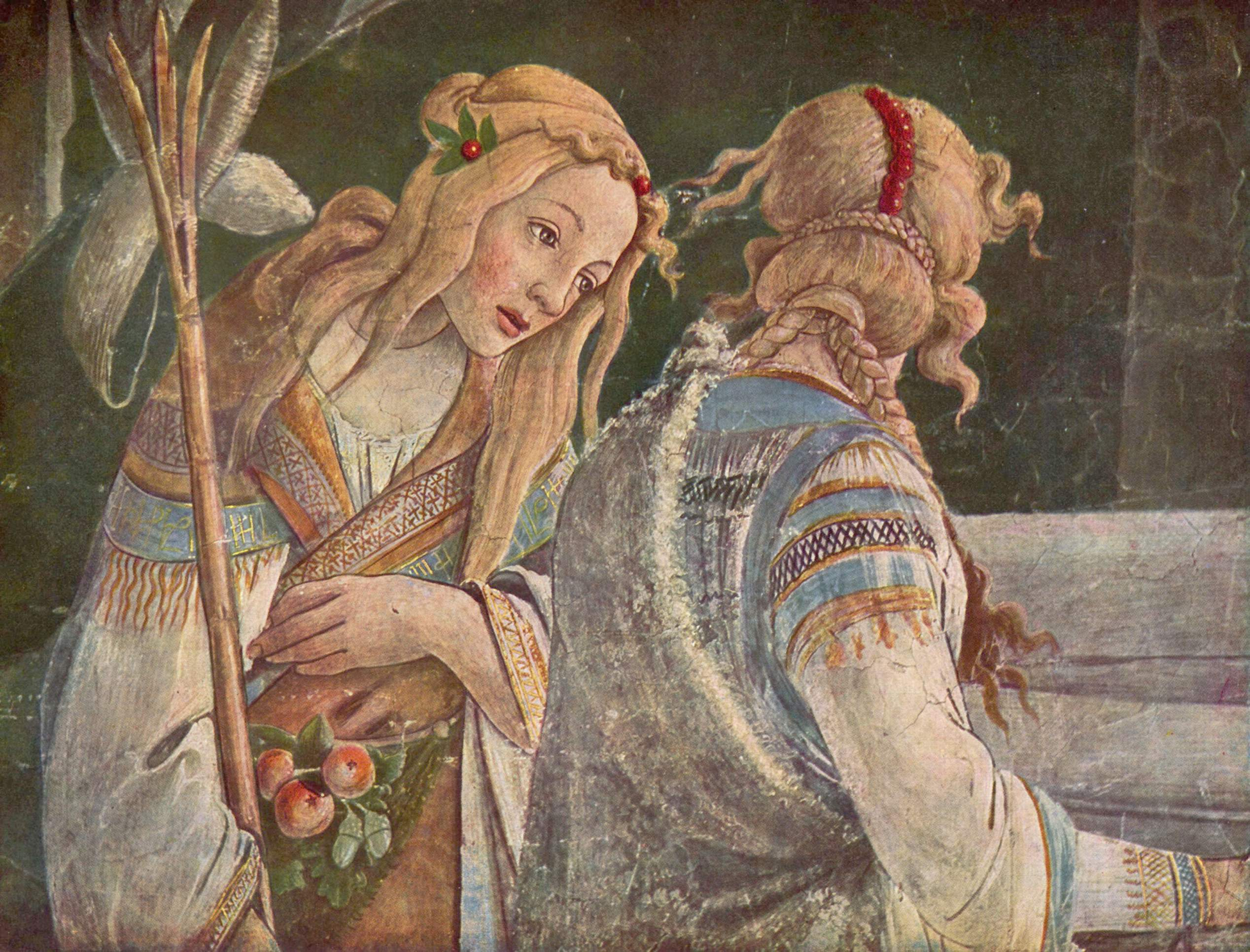
Le figlie di Ietro, dettaglio delle Prove di Mosè, affresco di Sandro Botticelli (Cappella Sistina, Città del Vaticano)

- Odette: signora di Crécy, poi signora Swann, e infine signora di Forcheville. Assomiglia alla figlia di Ietro in un affresco di Sandro Botticelli. Uno dei modelli è stato identificato in Laure Hayman (1851-1932), donna d'alto bordo e di dubbia moralità.
- Oloron, signorina di: vedi Jupien, Marie-Antoinette.
- Orgeville, signorina di: giovane ragazza di buona famiglia che secondo Saint-Loup, frequenta i bordelli (vedi: Eporcheville, signorina di).
- Oriane: vedi Guermantes, duchessa di.
- Orléans, Henri-Philippe-Marie, principe di: amico di Saint-Loup.
- Orsan, signore di: amico di Swann, sospettato di aver scritto una lettera anonima; delicato, discreto, sa usare le parole giuste.
- Orvillers, principessa Paulette di: fa tentativi di seduzione al narratore per strada (vedi: Nassau, principessa di); accento austriaco.
- Osmond, Amanien, marchese di, detto "Mama": cugino dei Guermantes; molto malato, la sua morte imminente avrà conseguenze infelici per i piani del bel mondo.

## P
- Padre del narratore.

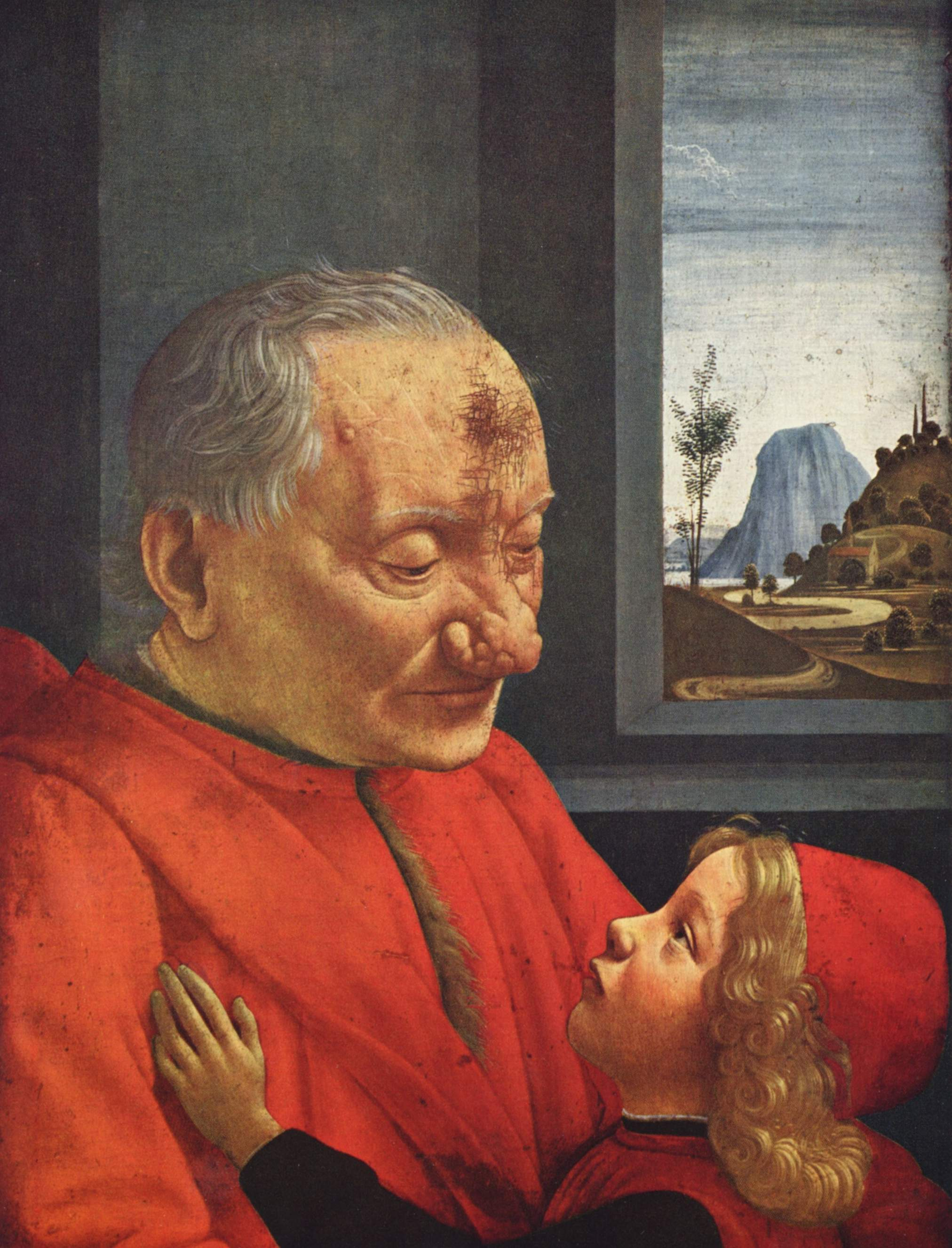
Ritratto di vecchio con nipote del Ghirlandaio (Museo del Louvre, Parigi)

- Palancy, marchese di: Swann trova che assomigli al "vecchio con nipote" di Domenico Ghirlandaio.
- Parma, principessa di: organizza i più bei ricevimenti di Parigi; snob e arrogante.
- Percepied, medico: il narratore ha composto il suo primo saggio letterario nella sua vettura; sposato, fa degli errori e ha una voce grossa.
- Perdreau, abate: di Combray, ha una nipote in convento.
- Périgot, Joseph: giovane lacchè di Françoise a Parigi, a cui piace fare i traslochi; manda alla propria famiglia dei libri che prende nella biblioteca del narratore.
- Peruviano (giovane): sviluppa un odio violento in madame di Mortemart.
- Pescatrice: abbordata dal narratore a Carqueville.
- Pianista (giovane): sponsorizzato dai Verdurin.
- Pierre, signor: storico della Fronda nel salotto di madame di Villeparisis.
- Pierre: portiere di club; scrive una lettera intima a Charlus.
- Piperaud, medico: esercita a Combray.
- Picquart, Georges-Marie (1854-1914): colonnello, poi generale e ministro della guerra, uno dei principali attori dell'affare Dreyfus; frequenta il salotto di madame Verdurin.
- Plassac, Walpurge, marchesa di: fa appello a suo cugino il duca di Guermantes, insieme con la sorella madame di Tresmes, per far conoscere lo stato di salute di Amanien d'Osmond; una donna che usa un bastone da passeggio.
- Poitiers, duchessa di: cugina di Saint-Loup, che viene da lui raccomandata al narratore come sostituzione al suo affetto verso la duchessa di Guermantes.
- Poiré, abate: prete dreyfusardo; confessa il principe e la principessa di Guermantes.
- Poix, principessa di: amica intima della duchessa di Guermantes.
- Polignac, principe di: fantasioso appassionato di Richard Wagner, amico del Principe Von.
- Pommelière, marchesa di: soprannominata "la pomme" (mela).
- Poncin, signor: giudice di Caen in vacanza a Balbec; diventerà commendatore della Légion d'Honneur.
- Poncin, signora: moglie del precedente; apprende l'incontro di madame di Villeparisis con la principessa di Lussemburgo.
- Portofino, Berthe, duchessa di: aiuta madame di Villeparisis a livello scenico.
- Potain, medico: dottore famoso che ha curato Vinteuil.
- Poullein: valletto dei Guermantes che gli impediscono di andare a vedere la sua fidanzata.
- Pourtalès, Mélanie di: riceve i Guermantes, ma anche ortodossi e protestanti.
- Poussin, signora: dama di Combray in vacanza a Balbec con le sue figlie; ripete sempre: "mi dirai delle novità".
- Prozio del narratore: tirava i boccoli al narratore.
- Prozia del narratore, cugina del nonno del narratore e madre di zia Léonie; prende in giro la nonna del narratore quando il nonno beve alcolici.
- Pupin, figlia del signor: scolara a Combray.
- Putbus, baronessa: descritta dalla duchessa di Guermantes come la "feccia della società"; arriva a Venezia il giorno della partenza del narratore.
- Putbus, domestica della baronessa: sorella di Théodore; Saint-Loup dice che ha un debole per le donne e frequenta i bordelli; il narratore vorrebbe ma non riesce a incontrarla.

## R
- Rachel: attrice, amante di Saint-Loup; non bella ma dall'aria intelligente; quando il narratore la incontra in un bordello la soprannomina "Rachel quand du Seigneur" (Rachele quando del Signore), dalle prime parole di La Juive, opera di Halévy. Il modello per l'attrice pare non sia la famosa Elisabeth Rachel Félix ma l'attrice Louisa de Mornand (1884-1963).
- Ragazza (grande e bella): ammirata dal narratore quando lei serve del caffellatte ai passeggeri del treno di Balbec.
- Ragazza ("gloriosa"): sale sul treno a Saint-Pierre-des-Ifs e fuma una sigaretta.
- Ragazza (dagli occhi blu): incontrata da Swann in una casa chiusa.
- Ragazza (bionda): guarda fissamente il narratore nel ristorante di Rivebelle.
- Ragazza: mentre sale in automobile al Bois de Boulogne, al narratore fa venire in mente Albertine.
- Ragazza (povera piccola): portata a casa propria dal narratore dopo la fuga-partenza di Albertine.
- Ragazza (piccola): ripara una bicicletta al Bois de Boulogne.
- Ragazza (piccola): dice arrivederci a Gilberte sugli Champs-Élysées.
- Ragazze (due): amiche di Léa che Albertine fissa attraverso uno specchio al Casino di Balbec.
- Ragazze (tre): al Bois de Boulogne, "come tre immortali".
- Ragazze di Balbec: membri della "piccola banda".
- Rampillon, signora di: presso madame di Saint-Euverte, ricordate dalla duchessa di Guermantes, avrà secondo lei almeno cento anni.
- Rapin, signor: farmacista di Combray.
- Réjane, Gabrielle (1856-1920): attrice francese.

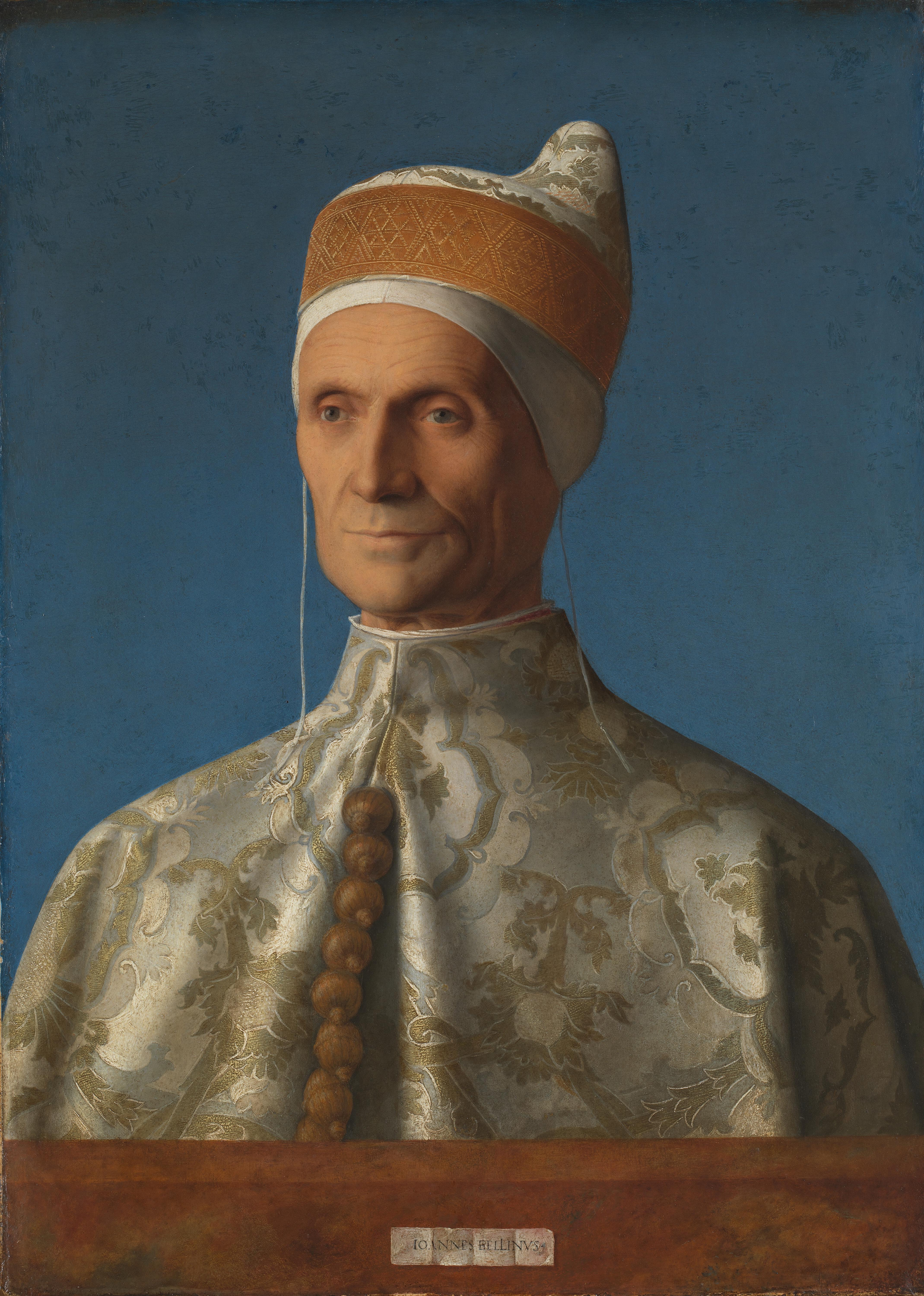
Ritratto del doge Leonardo Loredan di Giovanni Bellini (National Gallery, Londra)

- Rémi: cocchiere di Swann; sosia del doge Leonardo Loredano.
- Ristoratore: proprietario di un ristorante a Parigi dove il narratore cena con Saint-Loup.
- Ricco giovanotto: vedi Vaudémont, Maurice, marchese di.
- Rosemonde: una delle giovani fanciulle in fiore della "piccola banda" a Balbec; piccola, con guance paffute rosa, viene dal nord, i suoi genitori hanno una villa a Incarville.
- Rozier, Jacques du: nome adottato da Bloch nell'ultima parte di Alla ricerca del tempo perduto.
- Rousseau, signora: una donna che muore a Combray.

## S
- Sainte-Croix, signor di: consigliere generale di Balbec, repubblicano.
- Saint-Euverte, signora di: fa delle serate a tema con musica e frequenta la principessa di Guermantes.
- Saint-Ferréol, marchesa di: attendente alla toilette degli Champs-Élysées.
- Saint-Joseph, generale di: responsabile degli investimenti in Marocco.
- Saint-Loup, Robert, o marchese di Saint-Loup-en-Bray, alto, occhi verdi, migliore amico del narratore.
- Saniette: vecchio archivista, emotivo, timorato, serve da capro espiatorio a Verdurin; è il cognato di Forcheville.
- Sauton, signora: a Combray, ha un figlio sotto le armi.
- Sazerat, signora: a Combray, sorella della signora Goupil, dreyfusarda, soggiorna ogni tanto a Parigi.
- Schlegel, signor di: ha insegnato a madame Verdurin a riconoscere i fiori.
- Sherbatoff, principessa: vecchia donna grassa e laida, molto ricca, con un accento russo; è l'archetipo della fedeltà al piccolo circolo dei Verdurin.
- Sidonia, duca di: parla senza mai fermarsi.
- Silistrie, principessa di: secca ma dall'aria amabile, porta un bastone d'appoggio, è cugina di Basin.
- Simonet, Albertine: vedi Albertine.
- Ski: scultore attaccato ai Verdurins, diminutivo di Viradobetski, artista d'origine polacca dal comportamento infantile; poco intelligente ma ha molto talento, il suo carattere somiglia a quello di Elstir ma i due si detestano; probabile modello: Henri Kowalski (1841-1916).
- Stermaria, signor di: sempre sotto pressione e distante.
- Stermaria, Alix, viscontessa di: bionda dalla carnagione pallida, incarna attraverso il nome i sogni di Bretagna del narratore, ma l'opportunità di incontrarla gli sfugge.
- Storico della Fronda: vedi Pierre, signor.
- Surgis, Victurnien, marchese di: figlio di madame de Surgis e fratello di Arnulphe, rosso di capelli, dalla presenza reale e marmorea.
- Surgis-le-Duc, marchesa di: molto bella, amante di Basin.

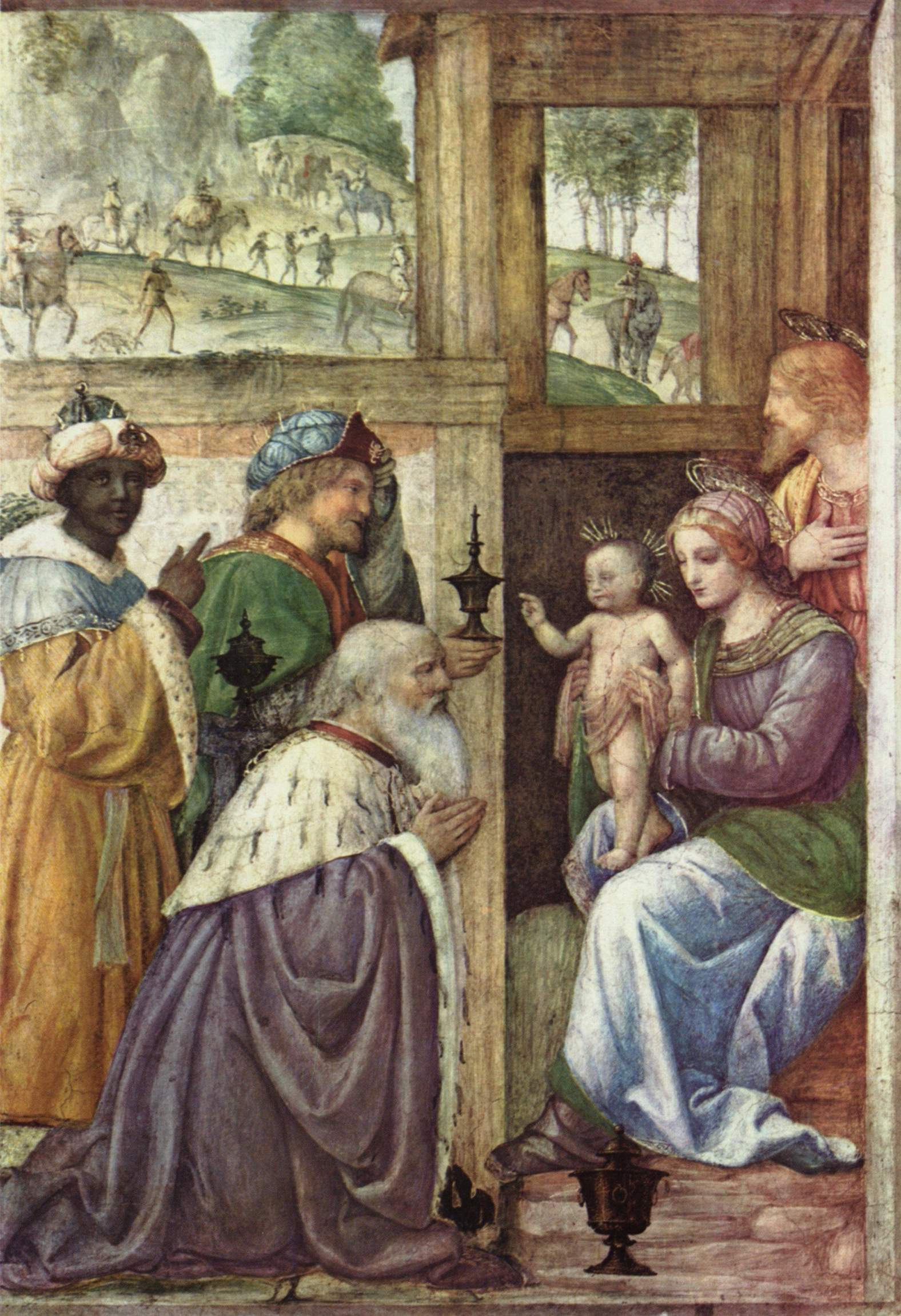
Adorazione dei Magi di Bernardino Luini (Louvre, Parigi)

- Swann, Charles: assomiglia al re magio biondo dell'affresco di Bernardino Luini.
- Swann, Gilberte: vedi Gilberte.
- Swann, Odette: vedi Odette.

## T
- Théodore: a Combray, cantore e guida della chiesa, commesso di drogheria, informatore, fa anche il cascamorto con le ragazze, anche Gilberte lo frequentava di nascosto, lo confessa al narratore ne Il Tempo Ritrovato; da adulto ("diventato così brutto") sarà il farmacista di Méséglise; è il cognato della cameriera della baronessa Putbus.
- Thirion, signor: ha preso il nome di Villeparisis che, secondo i Guermantes, era insolito; ha sposato la futura madame di Villeparisis.
- Toureuil, presidente: a Balbec, cena presso i Bontemps.
- Tresmes, Dorothée di: cugina di Basin, figlia del conte di Bréquigy, usa il bastone.

## U
- Uzès o Uzès de Crussol, Jacques, duca di: amico di Saint-Loup.

## V
- Vallenères, signor: archivista delle lettere di madame di Villeparisis, gestisce anche le sue proprietà.

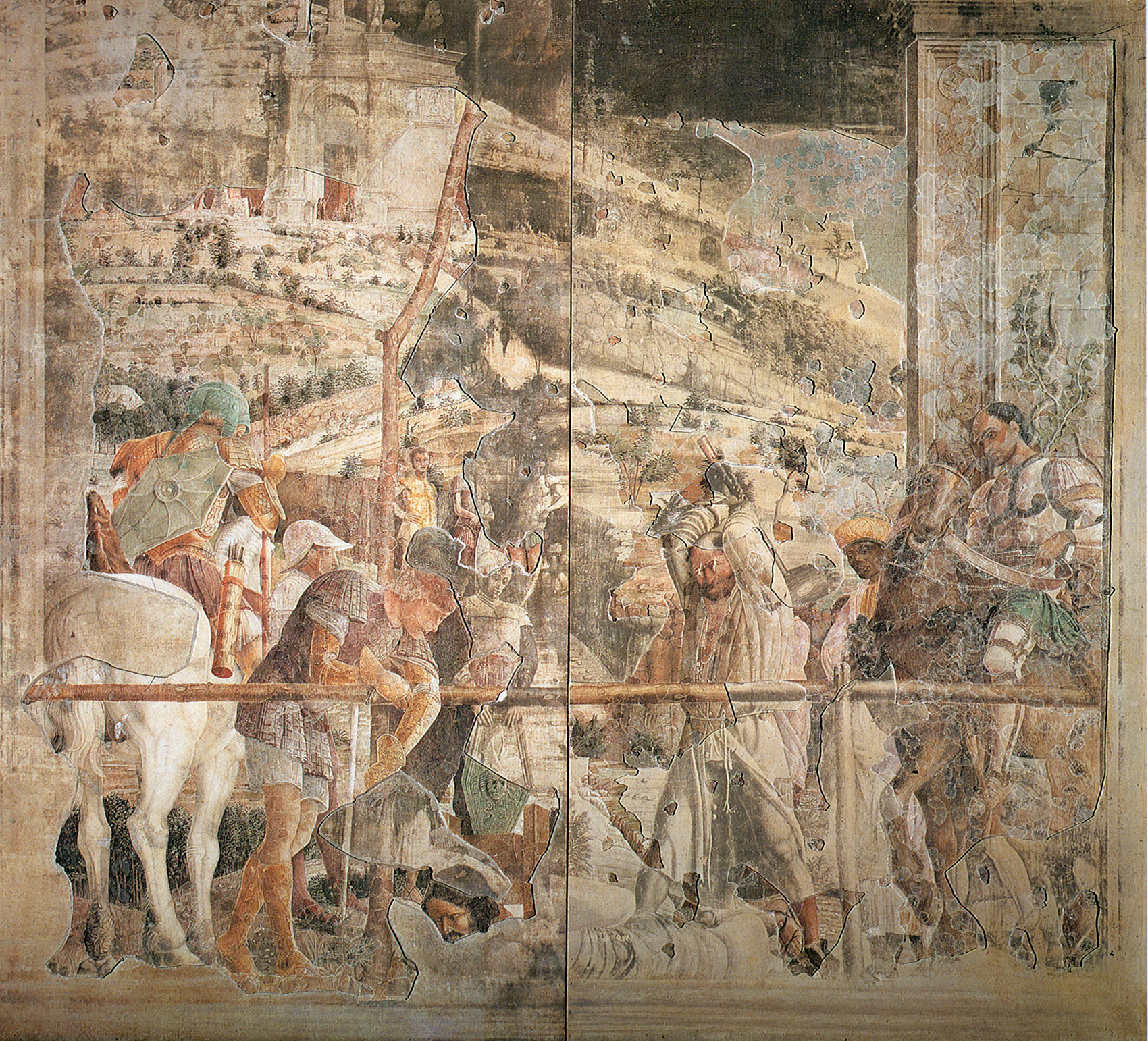
Martirio di san Giacomo, affresco di Andrea Mantegna (Cappella Ovetari, Padova)

- Valetti o lacchè presso madame di Saint-Euverte: paragonato alle figure del Martirio di san Giacomo di Andrea Mantegna e ai personaggi della Scala dei Giganti del Palazzo Ducale a Venezia.
- Valletti o lacchè di Charlus: vedi Burnier e Charmel.
- Valletto della famiglia del narratore: vedi Victor.
- Valetto dei Guermantes: vedi Antoine.
- Valetto o lacchè (giovane): vedi Périgot.
- Valetto o lacchè dei Verdurin: giovane e nuovo, interessa a Charlus.
- Valletto o lacchè di madame di Chevregny: invitato a cena al Grand Hôtel di Balbec da Charlus.
- Valletto o lacchè presso i Guermantes : vedi Poullein.
- Varambon, signora di: damigella d'onore idiota della principessa di Parma.
- Vatry, colonnello barone di: affittuario e amico del prozio Adolphe al 40 bis di boulevard Malesherbes a Parigi.
- Vaudémont, Maurice, marchese di: gioca a carte con gli amici a Balbec.
- Vaugoubert, marchese di: affiliato presso il re Théodose, troppo educato, "in confidenza" con Charlus.
- Vélude, viscontessa di: sorella di Montpeyroux, soprannominata "Mignonne" (minuscola) perché anche lei, come la sorella, è enorme.
- Verdurin, Gustave o Auguste: borghese molto ricco l'origine delle cui fortune non viene spiegata da Proust; devoto a sua moglie, si cancella davanti a lei, esegue qualsiasi desiderio di lei, anche i più bassi, rende martire Saniette, ma a volte è generoso.
- Verdurin, signora: soprannominata "La Patronne" (la padrona) perché è la regina del suo salotto in rue Montalivet, più quello del quai Conti e anche alla villa La Raspelière che affitterà nei pressi di Balbec; autoritaria e gelosa, riunisce attorno a sé artisti talentuosi come Elstir e Ski; più tardi il suo salotto diviene dreyfusardo, è anche una delle prime a scoprire i balletti russi.
- Villemur, signora di, personaggio citato nella seconda parte di Sodoma e Gomorra in questo modo: "Madame de Villemur, Monsieur Detaille, da grande pittore quale egli è, è in ammirazione del vostro collo".
- Villeparisis, Jehan de: nipote della seguente.
- Villeparisis, Madeleine, marchesa di: della famiglie dei de Bouillon, è zia dei Guermantes, cugina del maresciallo di MacMahon e dei duchi di La Rochefoucauld. Ha conosciuto Bathilde al Sacré-Cœur. Molto nobile, ma semplice, dipinge fiori, odia il socialismo, un poco spogliata del suo prestigio negli ambienti aristocratici intermedi, il narratore lascia intendere che questo calo di prestigio sia da imputare a certi suoi vecchi errori di comportamento. Nell'ambiente aristocratico Villeparisis si pronuncia "Viparisis".
- Vinteuil, signor: sconosciuto professore di pianoforte a Montjouvain, vicino a Combray, è invece considerato un noto compositore a Parigi. È l'autore della sonata per violino e pianoforte la cui «piccola frase» è legata all'amore fra Swann e Odette. Severo nei confronti di altri, lascia fare a sua figlia tutto quel che vuole.
- Vinteuil, signorina: figlia di Vinteuil, il narratore scopre che è lesbica spiandola dalla finestra mentre si intrattiene con la compagna dopo la morte del padre.
- Viradobetski, signor, detto Ski: scultore polacco, amico di madame Verdurin. Proust si è probabilmente ispirato al compositore Henri Kowalski (1841-1916).

## W
- Wladimir: vedi Granduca Vladimir.
- Wurtemberg, duca di: fratello della madre di Von, ha sposato una sorella del duca di Aumale.

## Analisi lessicografica
Le occorrenze dei nomi dei personaggi lungo tutto il romanzo, basate sulla versione in CD-ROM delle Éditions Honoré Champion, a sua volta basata sul testo pubblicato nella Quarto (Gallimard) sono così calcolate:
1. Albertine è citata: 2386 volte (nonostante appaia tardi nel romanzo e in Dalla parte di Swann, il volume più letto, non viene neanche nominata).
2. Guermantes (più personaggi con questo nome): 1761
3. Swann (più personaggi): 1654
4. Madre: 1395 e Maman: 215 per un totale di 1610
5. Charlus: 1291
6. Verdurin (entrambi): 1151
7. Françoise (più personaggi): 795
8. Gilberte: 705
9. Odette: 701
10. Saint-Loup: 582
11. Bloch (più personaggi): 487
12. Aimé: 410
13. Cambremer: 400
14. Villeparisis: 393
15. Andrée: 390
16. Cottard: 372
17. Brichot: 312
18. Vinteuil (padre e figlia): 306
19. Norpois (più personaggi): 306
20. Bergotte: 304
21. Elstir: 297
22. Jupien: 222
23. Rachel: 175
24. Legrandin: 161
25. Stermaria: 70
26. Gisèle: 47

Per quanto riguarda i luoghi (che in qualche modo in Proust hanno quasi statuto di personaggio), questo è il calcolo:
1. Balbec: 777
2. Paris: 622
3. Combray: 429